# Humberston
Humberston – wieś w Anglii, w hrabstwie ceremonialnym Lincolnshire, w dystrykcie (unitary authority) North East Lincolnshire. Leży 48 km na północny wschód od Lincoln i 225 km na północ od Londynu.
W 2001 miejscowość liczyła 5384 mieszkańców.